# Juveltyven
Juveltyven er en amerikansk stumfilm fra 1920 af Victor Fleming.

## Medvirkende
- Douglas Fairbanks som Richard Marshall III, IV og V
- Ruth Renick som Virginia Hale
- Wallace Beery som Henry von Holkar
- Paul Burns som Samuel Levinski
- Morris Hughes som Patrick O'Flannigan
- George Stewart som Ole Olsen
- Charles Stevens
- Lewis Hippe
- Betty Bouton som Mollie Warren
- Adele Farrington som Mrs. Warren
- Albert MacQuarrie
- Freddie Hawk